# Danza de dragones (Game of Thrones)
«Danza de dragones» es el noveno y penúltimo episodio de la quinta temporada de la serie de televisión de fantasía medieval, Game of Thrones de HBO, y el 49 en general. El episodio fue escrito por los cocreadores de la serie David Benioff & D. B. Weiss y fue dirigido por David Nutter, basándose en material que se encuentra principalmente en la novela de George R. R. Martin; Danza de dragones, de la que se deriva el título del episodio. Fue dirigida por Nutter, quien también dirigió el final de temporada. Fue estrenado mundialmente el 7 de junio de 2015.
En el episodio, Jon Nieve se retira de Casa Austera al Muro derrotado, acompañado por los salvajes supervivientes, para disgusto de algunos miembros de la Guardia de la Noche. En el norte, Stannis Baratheon permite a regañadientes que Melisandre sacrifique a su hija Shireen después de que Ramsay Bolton sabotee sus recursos, dañando la moral de su ejército en el proceso. En Braavos, Arya Stark se desvía de su misión dada por Jaqen H'ghar para reconocer a Meryn Trant. En Dorne, Jaime Lannister asegura la liberación de Myrcella Baratheon de la corte de Doran Martell contra una indignada Ellaria Arena. En Meereen, los Hijos de la Arpía atacan el estadio de Daznak's Pit en un intento de asesinar a Daenerys Targaryen, quien es rescatada por Jorah Mormont y su dragón más grande, Drogon. Dejando atrás a Tyrion Lannister y sus criados con asombro, Daenerys monta al dragón por primera vez y huye de la ciudad.
«The Dance of Dragons» recibió una respuesta positiva de los críticos, quienes elogiaron su conclusión sobre Daznak's Pit pero se polarizaron por la caracterización de Stannis Baratheon. En los Estados Unidos, recibió una audiencia de 7,14 millones en su emisión inicial. Ganó dos premios Primetime Creative Arts Emmy a la mejor edición de imágenes con una sola cámara para una serie dramática y efectos visuales especiales sobresalientes, y la actriz Emilia Clarke (quien interpretó a Daenerys Targaryen) recibió una nominación a un premio Primetime Emmy a la mejor actriz de reparto en una serie dramática.
Este episodio marca las apariciones finales de Kerry Ingram (Shireen Baratheon) y Joel Fry (Hizdahr Zo Loraq).

## Argumento

### En el Muro
Jon y Tormund llegan junto con los supervivientes de la masacre de Casa Austera al Muro. Jon se acerca la puerta y bajo las órdenes de Ser Allister son abiertas, dejando pasar a los miles de salvajes. Durante su entrada, Jon se muestra decepcionado por su misión fracasada pero Sam señala que podrían haber muerto todos los salvajes si no hubiera ido. Jon mira como varios de los hermanos de la Guardia de la Noche, incluido Olly miran con desprecio su decisión.

### En el Norte
Durante la madrugada, Ramsay y veinte de sus hombres logran infiltrarse en el campamento de Stannis e incendian la mayoría de los suministros. A la mañana siguiente, durante el recuento de los daños, Ser Davos le recomienda a Stannis volver al Castillo Negro. Sin embargo, Stannis se niega. Más tarde, Stannis ordena a Davos regresar al Castillo Negro pidiendo más suministros, los cuales serían repuestos una vez que Stannis llegase al poder. Davos se despide de Shireen antes de irse quien esta leyendo «Danza de dragones», libro que trata la guerra entre los hermanos Targaryen, Aegon y Rhaenyra. Posteriormente Stannis visita a su hija y habla del libro con ella, enseñándole la importancia de tomar bandos y seguir tu destino así ese no sea tu deseo, refriéndose a la sugerencia de Melisandre. Shireen le pregunta a su padre si tiene una forma de apoyarlo, a lo que el afirma que puede hacer algo a su causa antes de pedirle perdón. Tras la conversación, Shireen es escoltada bajo el permiso de Stannis a una hoguera para sorpresa y horror de la niña. Melisandre la quema en sacrificio para el Dios Rojo a cambio de que el clima mejore para su batalla. En un principio Selyse apoyó la decisión, no obstante, al oír los gritos de sufrimiento de su hija pidiendo ayuda a sus padres cambia de opinión e intenta detener la ceremonia, pero no se le deja acercar y viendo como su hija es quemada, grita desconsolada.

### En Meereen
Daenerys, acompañada de Tyrion, Missandei, Daario y Hizdahr supervisa el inicio de la temporada de lucha en el Pozo de Daznak. Tras la primera lucha, Daenerys y Hizdahr discuten sobre la tradición. Al comenzar la segunda lucha, Daenerys se percata que Jorah se encuentra entre los luchadores, aun así decide darle inicio a la mortal batalla. Tras una larga batalla, Jorah se proclama ganador frente a los abucheos del recinto por tratarse de un hombre oriundo de Westeros. Jorah logra matar a un hombre con la máscara representativa de los hijos de la arpía que estaba a escasos metros de Daenerys. Daario percibe como varios hombres sentados en el público tienen la misma máscara, mismos que inician una masacre con las personas que se encontraban ahí, incluido Hizdahr. Jorah se acerca a Daenerys y la escolta fuera del lugar, sin embargo son emboscados por lo que se ven en la necesidad de ir al centro de la arena donde son rodeados por una gran mayoría de hijos de la arpía en comparación con los inmaculados que defienden a Daenerys. Ella toma la mano de Missandei y cierra los ojos aparentemente aceptando su destino. En ese momento, el rugido de Drogon se escucha, quien segundos después llega para atacar y quemar a varios hijos de la arpía, quienes en modo de defensa le avientan lanzas en varias ocasiones. Daenerys se acerca a Drogon, quien en un principio la desconoció. Ella se sube a Drogon y le ordena que vuele, siendo así ella es llevada lejos de lugar frente a la presencia de Tyrion, Missandei, Jorah y Daario.

### En Braavos
Arya continúa con su personaje de vendedora de ostras para completar la misión otorgada por Jaqen para envenenar al apostador. Al llegar cerca del lugar, Arya se distrae y mira que Mace Tyrell y Meryn Trant llegan al puerto para negociar con el banco de hierro. Arya dejando su misión en segundo plano decide seguirlos. Ella logra rastrearlo hasta un burdel, donde se logra infiltrar y eventualmente descubre que él es un pedófilo. Al regresar con Jaqen, Arya miente al decir que el apostador no tuvo hambre, por conseguiente, no compró de sus ostras y ella le pide otra oportunidad para ir al día siguiente, él lo permite a pesar de dudar sobre si lo que dice Arya es real o no.

### En Dorne
Jaime es llevado ante la presencia de Doran para explicar sus acciones. Él comenta que decidió volver por su sobrina, Myrcella, después de recibir un mensaje de una serpiente con el collar de ella a modo de amenaza, Doran rápidamente deduce que Ellaria fue quien hizo tal acción y se disculpa por ello. Para evitar una futura guerra, Doran negocia tratos con Jaime. Él termina permitiendo que ambos regresen a King's Landing, bajo la condición de que Trystan los acompañe y tome el lugar de Oberyn Martell en el pequeño consejo real. Trystan permite la liberación de Bronn también, después de que es golpeado por Hotah en castigo por golpear a Trystan previamente.
Tras la junta, Doran se reúne con Ellaria y le presenta un ultimátum: jurarle lealtad o ser ejecutada. Ella se arrodilla y besa su mano en señal de lealtad, sin embargo, antes de marcharse, Doran le advierte que cree en segundas oportunidades, mas no en terceras. Entonces se dirige con Jaime aceptando que tanto él como Myrcella no tienen la culpa por la muerte de Oberyn.

## Reparto

### Personajes principales
- Peter Dinklage como Tyrion Lannister
- Nikolaj Coster-Waldau como Jaime Lannister
- Emilia Clarke como Daenerys Targaryen
- Kit Harington como Jon Snow
- Stephen Dillane como Stannis Baratheon
- Liam Cunningham como Davos Seaworth
- Carice van Houten como Melisandre
- Indira Varma como Ellaria Arena
- John Bradley-West como Samwell Tarly
- Maisie Williams como Arya Stark
- Jerome Flynn como Bronn
- Michiel Huisman como Daario Naharis
- Nathalie Emmanuel como Missandei
- Kristofer Hivju como Tormund Giantsbane
- Tom Wlaschiha como Jaqen H'ghar
- Iain Glen como Jorah Mormont

### Personajes secundarios
- Owen Teale como Ser Alliser Thorne
- Tara Fitzgerald como Selyse Baratheon
- Mark Gatiss como Tycho Nestoris
- Alexander Siddig como Doran Martell
- DeObia Oparei como Areo Hotah
- Joel Fry como Hizdahr zo Loraq
- Ian Beattie como Ser Meryn Trant
- Roger Ashton-Griffiths como Mace Tyrell
- Ben Crompton como Edd Tollett
- Keisha Castle-Hughes como Obara Arena
- Rosabell Laurenti Sellers como Tyene Arena
- Jessica Henwick como Nymeria Arena
- Nell Tiger Free como Myrcella Baratheon
- Toby Sebastian como Trystane Martell
- Kerry Ingram como Shireen Baratheon
- Brenock O'Connor como Olly
- Ian Whyte como Wun Wun
- Nicholas Boulton como el anunciador
- Oengus MacNamara como el apostador
- Sarine Sofair como Lhara
- Karla Lyons como la hermana de Johnna
- Ali Lyons como Johnna
- Brian Fortune como Othell Yarwyck
- Michael Condron como Bowen Marsh

## Producción

### Escritura

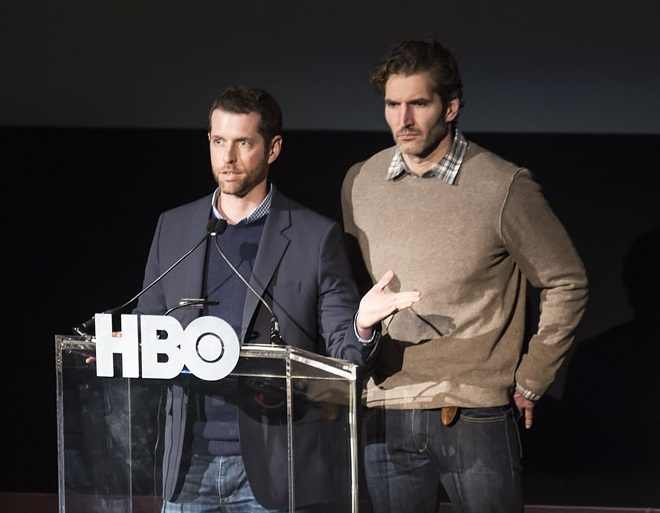
El episodio fue escrito por los co-creadores de la serie David Benioff y D. B. Weiss.

Este episodio fue escrito para televisión por David Benioff y D. B. Weiss, los cocreadores de la serie. Contiene contenido de la novela de George R. R. Martin, Danza de dragones, de los capítulo «The Sacrifice», «The Watcher» y «Daenerys IX». También contiene material del capítulo preliminar «Mercy» de la próxima novela, Vientos de invierno. Al igual que otros episodios de esta temporada, «The Dance of Dragons» contiene contenido original que no se encuentra en las novelas de Martin, pero en este caso se destaca por contener contenido que aún no había aparecido en las novelas: los productores ejecutivos Benioff y Weiss confirmaron que Martin les dijo que Shireen moriría quemada como sacrificio en una futura novela inédita. Benioff dijo: «Cuando George nos contó esto por primera vez, fue uno de esos momentos en los que recuerdo mirar a Dan, fue como, Dios, es tan, tan horrible, y es tan bueno en el sentido de la historia, porque todo encaja.» Weiss dice que cree que la decisión de matar a Shireen de esta manera está «totalmente [narrativamente] justificada», cuestionando por qué «todos somos muy selectivos sobre qué personajes merecen nuestra empatía. Stannis ha estado quemando vivas a personas por razones aparentemente triviales desde la temporada 2.»

### Rodaje
«The Dance of Dragons» fue dirigida por David Nutter. También dirigió el episodio posterior, «Misericordia».

## Recepción

### Audiencia
«The Dance of Dragons» fue vista por aproximadamente 7,14 millones de espectadores estadounidenses durante su primera emisión. Con la visualización de Live+7 DVR incluida, el episodio tuvo una calificación general de 9,92 millones de espectadores y un 5,2 en el grupo demográfico de 18 a 49 años. En el Reino Unido, el episodio fue visto por 2.473 millones de espectadores, lo que la convirtió en la transmisión de mayor audiencia de esa semana. También recibió 0,141 millones de espectadores de Timeshift.

### Recepción de la crítica
«The Dance of Dragons» recibió críticas muy positivas, y muchos críticos elogiaron la conclusión del episodio en Daznak's Pit. Sin embargo, la decisión de los showrunners de que Stannis sacrificara a Shireen polarizó a los críticos, y algunos lo elogiaron como un fuerte desarrollo del personaje y otros sintieron que traicionó el carácter de Stannis. El episodio recibió una calificación del 88% en el agregador de reseñas, Rotten Tomatoes de 33 reseñas con una calificación promedio de 8.9 sobre 10 y el consenso de los críticos decía: «Subrayado por un momento especialmente desgarrador y una espectacular demostración de poder, The Dance of Dragons ofrece con éxito el impacto y el asombro que el público espera de los penúltimos episodios de la serie.»
Matt Fowler de IGN elogió mucho el episodio y le otorgó 9.3/10, una puntuación «increíble». Elogió especialmente el acto final del episodio, afirmando: «Y solo el espectáculo de Dany subiendo a la cima de Drogon, con cuidado, y luego elevándose hacia el cielo fue extraordinario. Es gracioso que un gran momento para ella como Targaryen y posible futura líder de Westeros llegara justo durante uno de sus fracasos más sangrientos y espectaculares como Reina.» Resumió su reseña diciendo que «GoT entregó otro episodio emocionante (e inquietante) cuando Stannis tomó una gran decisión y Daenerys asistió a un torneo» y calificó la decisión de Stannis como un punto fuerte del episodio. Charlotte Runcie de The Daily Telegraph también evaluó el episodio favorablemente: «Lanzar presupuestos al nivel de Hollywood detrás de un programa de televisión de varias temporadas rindió grandes recompensas esta semana, desde el enorme barrido al estilo Gladiador de la abarrotada arena del coliseo hasta emocionantes peleas a muerte coreografiadas ante una enorme audiencia que aullaba.» Runcie también quedó impresionado con la escena del sacrificio de Shireen, llamándola «una de las escenas mas perturbadoras» de la temporada cinco.
Escribiendo para The A.V. Club, ambos escritores respondieron positivamente al episodio. Escribiendo para las personas que no han leído las novelas, Brandon Nowalk otorgó al episodio una A-, elogiando el sacrificio de Shireen por parte de Stannis. Dijo que «Stannis quema a su hija Shireen en la hoguera es lo más duro que Game of Thrones ha golpeado desde la Boda Roja, solo que esta violencia está completamente drenada de emoción. No es un momento de conmoción, y no hay sangre asquerosa como en la muerte de Oberyn. En cambio, es una larga y fría marcha de la muerte. Lo más impresionante es el ritmo, que no es el más fuerte de la temporada.» También elogió la conclusión del episodio en Meereen diciendo: «El primer plano de Dany tomando la mano de Missandei es tan vívido que ahora prácticamente me estoy nublando.», y agregó: «El CGI podría usar algo de pulido, pero nada menos que Shireen puede cambiar mi sonrisa al revés.» Escribiendo para las personas que han leído las novelas, Myles McNutt le otorgó al episodio una B+, elogiando la historia de Meereen diciendo: «Es una imagen poderosa, representada de la manera más efectiva posible dadas las limitaciones presupuestarias de la serie. Ver a Dany volar por el estadio en Drogon es una imagen icónica, pero no es algo que otros personajes puedan experimentar realmente, lo cual es significativo en sí mismo.»
Erik Kain de Forbes fue más crítico con la escena del sacrificio. Si bien elogió el episodio en general como «emocionante y trágico e intenso», calificó la escena del sacrificio como «una forma horrible, inútil, muy mala y exasperante de arruinar a Stannis como personaje» y «una monstruosidad de una decisión por escrito.» También dijo que la escena era «una de las salidas más perturbadoras, desconcertantes e innecesarias de los libros» que el programa ha presentado hasta ahora, aunque señaló que la escena del sacrificio en realidad había sido idea de George R. R. Martin y que (con dos entregas de Canción de hielo y fuego aún sin publicar) no estaba claro exactamente cuánto se desviaría la muerte de Shireen en el programa de su arco argumental en los libros.
Al encontrar un término medio, Alyssa Rosenberg de The Washington Post estuvo de acuerdo en que la escena del sacrificio era inquietante, pero descubrió que David Nutter «hizo un trabajo hermoso» al dirigirlo y creía que la escena desarrollaba maravillosamente a Stannis como un personaje que está tan obsesionado con «su propia elección» que hará cualquier cosa para cumplir con su derecho al trono. También señaló que la escena se apartó de los libros hasta el momento, pero posiblemente se reconciliaría en una de las entregas futuras.

### Reconocimientos
| Año  | Premio                                          | Categoría                                                                   | Receptor(es) | Resultado | Ref(s) |
| ---- | ----------------------------------------------- | --------------------------------------------------------------------------- | --- | --------- | ------ |
| 2015 | Premios Primetime Emmy                          | Mejor Actriz de Reparto en serie dramática                                  | Emilia Clarke como Daenerys Targaryen                                                                                               | Nominada  | [ 19 ] |
| 2015 | Premios Primetime Creative Arts Emmy            | Mejor cinematografía para una serie de una sola cámara                      | Rob McLachlan | Nominado  | [ 19 ] |
| 2015 | Premios Primetime Creative Arts Emmy            | Mejor vestuario para una serie de fantasía                                  | Michele Clapton, Sheena Wichary, Nina Ayres y Alex Fordham                                                                          | Nominadas | [ 19 ] |
| 2015 | Premios Primetime Creative Arts Emmy            | Mejor edición de imágenes con una sola cámara para una serie dramática      | Katie Weiland | Ganadora  | [ 19 ] |
| 2015 | Premios Primetime Creative Arts Emmy            | Mejores efectos visuales especiales                                         | Steve Kullback, Joe Bauer, Adam Chazen, Jabbar Raisani, Eric Carney, Stuart Brisdon, Derek Spears, James Kinnings y Matthew Rouleau | Ganadores | [ 19 ] |
| 2015 | Alianza profesional de Hollywood                | Mejores efectos visuales                                                    | Joe Bauer, Steve Kullback, Derek Spears, Eric Carney, y Jabbar Raisani                                                              | Ganadores | [ 20 ] |
| 2016 | Editores de Cine de Estados Unidos              | Serie de una hora mejor editada para televisión no comercial                | Katie Weiland | Nominada  | [ 21 ] |
| 2016 | Visual Effects Society                          | Mejores efectos visuales en un episodio fotorrealista                       | Joe Bauer, Steve Kullback, Eric Carney, Derek Spears y Stuart Brisdon por «The Dance of Dragons»                                    | Ganadores | [ 22 ] |
| 2016 | Visual Effects Society                          | Mejor actuación animada en un episodio, comercial o proyecto en tiempo real | James Kinnings, Michael Holzl, Joseph Hoback y Matt Derksen por «The Dance of Dragons: Drogon en la Arena»                          | Nominados | [ 22 ] |
| 2016 | Visual Effects Society                          | Mejor entorno creado en un episodio, comercial o proyecto en tiempo real    | Rajeev B R., Loganathan Perumal, Ramesh Shankers y Anders Ericson por «Drogon en la Arena»                                          | Nominados | [ 22 ] |
| 2016 | Visual Effects Society                          | Mejor composición en un episodio fotorrealista                              | Dan Breckwoldt, Martin Furman, Sophie Marfleet y Eric Andrusyszyn por «Drogon en la Arena»                                          | Nominados | [ 22 ] |
| 2016 | Sociedad Canadiense de Directores de Fotografía | Cinematografía de series de televisión                                      | Robert McLachlan | Ganador   | [ 23 ] |